# 제럴드 레이어드
제럴드 리 레이어드 III(Gerald Lee Laird III, 1979년 11월 13일 ~ )은 미국의 전 야구 선수이다.

## 선수 시절

### 미국 프로야구 시절
2003년에 텍사스 레인저스에 입단하였다.

### 멕시코 프로야구 시절
2016년에 토로스 데 티후아나에 입단하였다.

## 야구선수 은퇴 후
2017년부터 디트로이트 타이거스 산하 마이너 감독으로 활동했다.